# Гоф Вітлем
Едвард Гоф Вітлем (англ. Edward Gough Whitlam; 11 липня 1916 — 21 жовтня 2014) — австралійський політичний діяч, 21-й Прем'єр-міністр Австралії з 1972 до 1975.

## Ранні роки
Гоф Вітлем народився 11 липня 1916 в одному з передмість Мельбурну. Він був старшим з двох дітей (у нього є молодша сестра Фреда, якій зараз 90). Його батько був федеральним держслужбовцем та мав дуже сильний вплив на сина.
У віці шести років Гоф почав здобувати освіту у Четсвудській дівочій школі англіканської церкви (первинна освіта хлопчиків у дівочих школах не була чимось надзвичайним у той час). Через рік він змінив школу та продовжив «гризти граніт науки» у різних школах передмість Сіднея.
Батько Вітлема просувався по службових сходах. Цього разу (1927) його було переведено до новоствореної столиці країни Канберри. Природно, що й уся сім'я переїхала разом із ним. Гоф Вітлем залишається єдиним Прем'єр-міністром, що провів своє дитинство та юність у Канберрі. 1932 батько перевів Вітлема до Канберрської школи граматики, де той незабаром отримав приз Генерал-губернатора за успіхи у риториці.

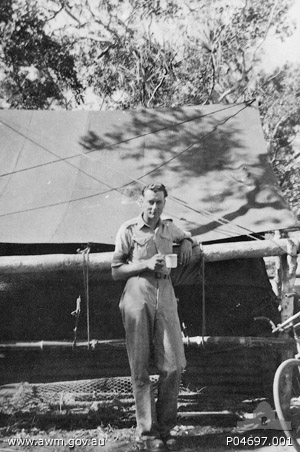
Гоф Вітлем у Куктауні, Квінсленд у 1944

У віці 18 років Гоф вступив до коледжу святого Пола в Університеті Сіднея. Свій перший гонорар Вітлем отримав за роль у невеличкому фільмі. Після здобуття ступеня бакалавра мистецтв, Вітлем залишився у коледжі з метою отримання освіти з права.
Незабаром після початку Другої світової війни у 1939 Вітлем вступив до лав Сіднейського університетського полку, частини резерву. Наприкінці 1941 після нападу японців на Перл-Гарбор, Вітлем виявив бажання проходити службу у австралійських ВПС. 1942, очікуючи виклику на службу, Вітлем зустрів та одружився з Маргарет Доуі, дочкою адвоката та майбутнього судді Верховного суду Нового Південного Уельсу.
Вітлем вивчився на навігатора і навідника, після чого потрапив на службу до 13 ескадрильї. Там він дослужився до звання лейтенанта ВПС. Під час військової служби він розпочав і свою політичну діяльність, розповсюджуючи агітацію Лейбористської партії упродовж федеральних виборів 1943.

## Рання політична кар'єра

### Кандидат
У повоєнні роки Вітлем займався правовими питаннями, концентруючись на питаннях правових взаємовідносин між власником та орендарем. Він двічі невдало брав участь у виборах до місцевої ради, а також до Законодавчих зборів Нового Південного Уельса. Крім того, він проводив кампанії на підтримку інших кандидатів. 1951 Г'юберт Лаззаріні, член Лейбористської партії, оголосив, що звільнить своє місце після наступних виборів. Таким чином Вітлема було обрано до Палати представників за результатами додаткових виборів 29 листопада 1952.
Партія перебувала в опозиції з часів Бена Чіфлі, уряд якого зазнав поразки 1949. Починаючи з 1951 лідером партії став Берт Еватт, яким сильно захоплювався Вітлем.
1956 року Вітлема було призначено до Конституційного парламентського комітету . Біограф Дженні Хокінг вказує, що служба Вітлема у Комітеті, який включав членів від усіх партій в обох палатах парламенту, мала «визначний вплив у його політичному розвитку». Робота в Комітеті змусила Вітлема не звертати увагу на внутрішні конфлікти, що роздирали Лейбористську партію, а зосередитись на цілях лейбористів, які можна було втілити у конституції.

### Представник лідера партії
1960 після поразки на трьох виборах поспіль лідер партії Еватт пішов у відставку, а його місце зайняв Колвелл. Однак останній не бажав бачити Вітлема своїм представником (заступником).
Незабаром після виборів 1961 року події почали розгортатись не на користь лейбористів. Коли індонезійський президент Сукарно оголосив про намір повернути Західну Нову Гвінею, Колвелл відповів, що наміри Індонезії необхідно припинити силою. Прем'єр-міністр Роберт Мензіс назвав такі заяви «божевільними та безвідповідальними». Цей інцидент різко знизив рівень підтримки лейбористів.
Відносини Колвелла з Вітлемом ніколи не можна було назвати добрими, але вони ще більше погіршились після виходу у ЗМІ 1965 року інтерв'ю Вітлема, де той заявляв, що лідер партії занадто старий та слабкий, щоб виграти вибори, і що партії може завдати шкоди, якщо пост Прем'єр-міністра дістанеться старомодному 70-річному Колвеллу.
Роберт Мензіс пішов у відставку у січні 1966, його наступником став новий лідер Ліберальної партії Гарольд Холт. Після довгих років перебування у владі похилих Мензіса та Колвелла, молоді політики були сприйняті як подих свіжого вітру, що призвело до збільшення громадського інтересу під час федеральних виборів наприкінці 1966 року.
На початку ж 1966 року Вітлем, не погоджуючись за основними пунктами з політикою Колвелла, мав бути виключений з парламентської фракції. Не очікуючи розгляду питання, Вітлем поїхав до Квінсленду, де проводив інтенсивну кампанію на підтримку одного з кандидатів-лейбористів на додаткових виборах. Партія перемогла. Вітлема не виключили з партії, в чому йому особливо допомогли квінслендські голоси. Наприкінці квітня Вітлем кинув виклик Колвеллу. Хоча Колвелл й здобув дві третини голосів, він оголосив, що залишить пост лідера партії, якщо лейбористи програють наступні вибори.
Холт призначив вибори на листопад 1966. Головним питанням кампанії стала В'єтнамська війна. Колвелл закликав до негайного виведення австралійських військ з В'єтнаму. Вітлем, однак, сказав, що на деяких ділянках повинні залишитись регулярні загони, а не строковики. За результатами виборів лейбористи зазнали краху, знизивши рівень представництва у Палаті представників до 40 місць.
8 лютого 1967 Вітлема було обрано лідером партії.

### Лідер лібералів
Гоф Вітлем бачив, що партія мала невеликі шанси на перемогу у виборах, оскільки лейбористам не вистачало підтримки лише робочого класу. Тому Вітлем вирішив привабити на свій бік середній клас. Він намагався вводити до партії представників профспілок, а також представників різних штатів. Такі дії викликали деяке незадоволення серед членів партії. Тоді Вітлем підняв питання про довіру до свого лідерства на партійних зборах й здобув перемогу.

#### Лідер Опозиції
Незабаром після призначення на посаду лідера партії Вітлем ухвалив рішення про створення тіньового кабінету. У той час, коли коаліція лібералів з аграріями мала переважну більшість у Палаті представників, Вітлем проводив інтенсивну кампанію, щоб здобути перемогу на двох додаткових виборах 1967 року. Вибори до Сенату 1967 показали збільшення довіри виборців до лейбористів.
Наприкінці 1967 Холт зник під час купання поблизу Мельбурна; його тіло так і не було знайдено. Джона Маківена було призначено на посаду Прем'єр-міністра, поки ліберали не оберуть нового лідера. Сенатор Джон Гортон виграв голосування і став Прем'єр-міністром. Сучасники стверджують, що за часів урядування Гортона мав місце процес згасання сили Ліберальної партії, особливо у порівнянні зі зростанням популярності лейбористів.
Гортон призначив чергові федеральні вибори на жовтень 1969. Лейбористи з Вітлемом на чолі побудували свою кампанію на програмі, що спонукала до внутрішньої реформи, скасування загального військового обов'язку, та виведення австралійських військ з В'єтнаму до 1 липня 1970. Вітлем усвідомлював, що перемога лейбористів на цих виборах малоймовірна. Однак, Вітлем здобув перевагу у 18 місць, що стало найкращим результатом з 1949 року. Коаліція знову сформувала уряд з незначною перевагою. У березні 1971 року Гортон втратив підтримку партії. Новим лідером лібералів став Вільям Макмагон, який став новим Прем'єр-міністром.
До початку 1972 року Лейбористська партія вже посідала першу сходинку рейтингів, складених за результатами соціологічних опитувань. Рівень безробіття досягнув свого десятирічного максимуму, що підвищився на 2,14 %. Інфляція була також найвищою з початку 1950-их. Стратегія лейбористів полягала в тому, що вони нічого не робили і дозволяли урядові робити помилки. Макмагон призначив вибори на 2 грудня 1972.
Під час виборчої кампанії Лейбористська партія мала настільки велику перевагу, що радники переконували Вітлема припинити глузувати з Макмагона, оскільки люди почали відчувати жалість до нього. За результатами виборів лейбористи збільшили кількість місць у парламенті на 12.

### Прем'єр-міністр 1972-75
Вітлем зайняв пост Прем'єра з більшістю у Палаті представників, але без контролю над Сенатом (обраним 1967 та 1970). Парламентські партійні збори лейбористів визначили міністрів, але право розподілення посад було надано Вітлему.
Вітлем з перших днів розпочав виконання передвиборчих обіцянок: у зовнішніх відносинах — було закріплено відносини з Китаєм; було скасовано загальний військовий обов'язок (з-під арешту навіть було звільнено 7 чоловіків, що ухилялись від проходження військової служби). Вітлем заборонив дискримінацію за расовими ознаками під час набору до спортивних команд, а також надав інструкції австралійським делегатам до Організації об'єднаних націй щодо підтримки санкцій відносно апартеїду у Південній Африці та Родезії. Він також повернув усі австралійські війська, що залишались у В'єтнамі.
Крім того Уряд Вітлема скасував смертну страту щодо федеральних злочинів.
Вітлем, під час перебування на чолі Кабінету міністрів, багато подорожував. Він став першим австралійським Прем'єр-міністром, який відвідав Китай. Його, з різних причин, різко критикували за цю поїздку, оскільки відносини Австралії з Китаєм важко ще було назвати теплими. Крім того він здійснив великий тур Європою.

#### Перші невдачі

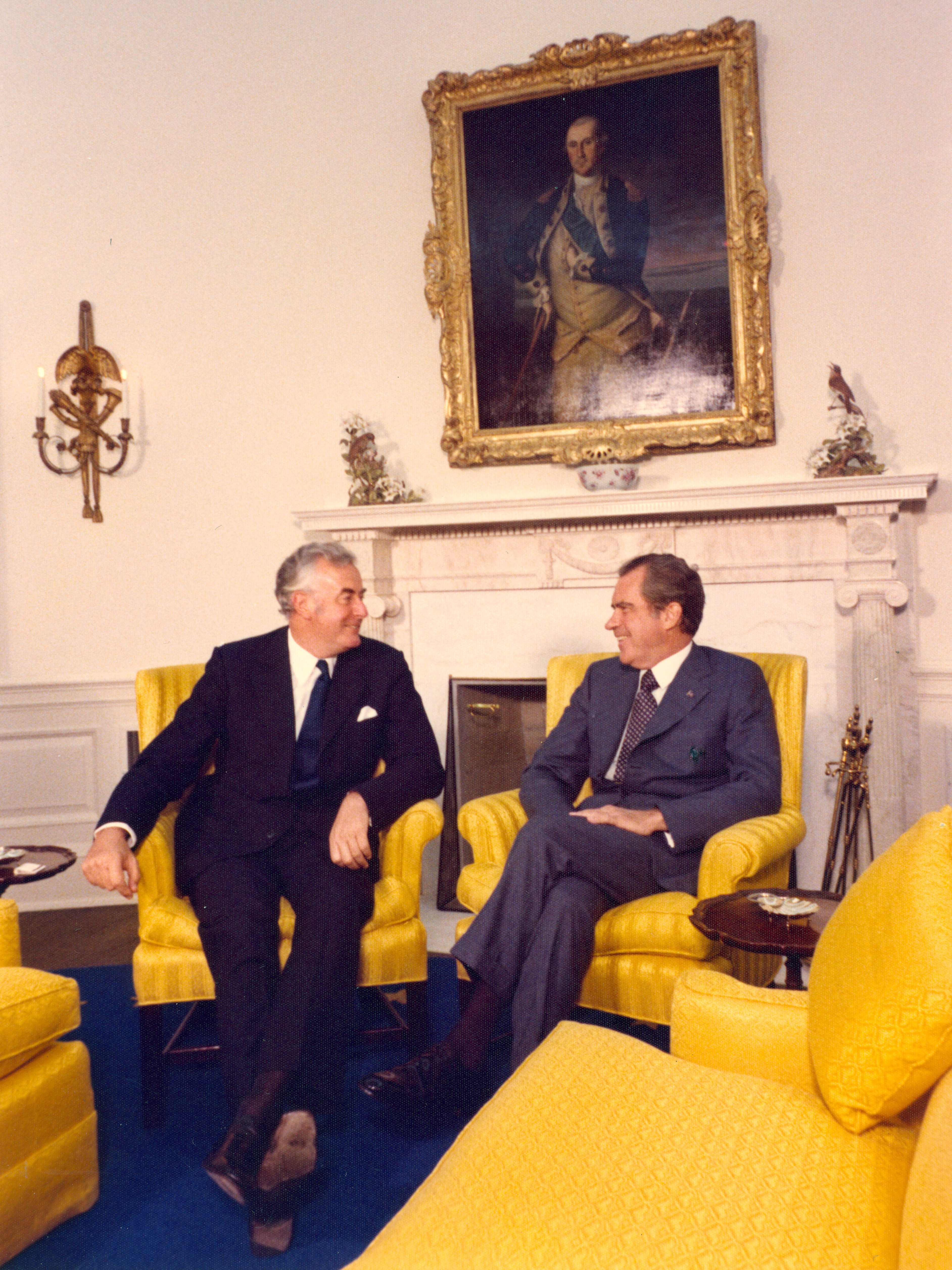
Візит Вітлема до США та зустріч з Президентом Ніксоном, липень 1973

З самого початку урядування Вітлема опозиція на чолі з Біллі Снедденом (який заміняв Макмагона у грудні 1972) прагнула використати контроль над Сенатом, щоб завадити Вітлему проводити законопроєкти. Уряд Вітлема також мав суперечності у відносинах зі штатами. Тим більше, що 1973 року у Вікторії та Новому Південному Уельсі було переобрано чинні ліберальні уряди. Вітлем та його більшість у Палаті представників запропонували провести конституційний референдум у грудні 1973, головним питанням якого стала передача повноважень щодо розподілу заробітної плати і формування цін Федеральному урядові. Така пропозиція не знайшла відгуку серед виборців, тому її було відхилено.
До початку 1974 Сенатом було відхилено 19 урядових законопроєктів, десять з них — двічі.
Зрештою Вітлем скористався з того, що сенат двічі заблокував кілька урядових законопроєктів, та оголосив про подвійний розпуск Парламенту. За результатами виборів Вітлем зберіг своє місце, проте перевага більшості у Парламенті зменшилась до 5 місць.

### Другий термін
У середині 1974 Австралія переживала різкий економічний спад. Нафтова криза 1973-го дала поштовх до стрибка цін, а рівень інфляції за рік зріс на 13 %. Частково інфляцію було спричинено бажанням Вітлема збільшити заробітну платню та умови надання комунальних послуг для приватного сектора. Також зріс рівень безробіття.
Незважаючи на зазначені економічні показники, бюджет, що було представлено у серпні 1974 містив збільшення видатків, особливо на освіту. Офіційні представники міністерства фінансів радили підвищити деякі види податків, наприклад, акцизний збір та тарифи на пересилання пошти; їх пропозиції було відхилено Урядом. Бюджет був недосконалим, оскільки не давав відповідей, що буде зроблено для зниження рівня безробіття та боротьби з інфляцією. Тим більше, що Вітлем вводив великі зниження податків у листопаді. Він також оголосив про великі видатки з метою надання допомоги приватному сектору.
Починаючи з жовтня 1974, уряд Вітлема мав намір шукати позику за кордоном, щоб фінансувати його плани розвитку. Але поза межами країни ніхто не погодився кредитувати австралійську економіку.
До березня 1975 багато з лібералів — членів Парламенту відчували, що Снедден провалив роботу на посту лідера партії, і що Вітлем мав безумовну перевагу над ним у Палаті представників. Тож 21 березня посаду лідера лібералів виборов Малколм Фрейзер.
Попри те, що політична ситуація у країні помітно погіршилась, Вітлем та його уряд продовжував вносити законодавчі акти на розгляд Парламенту. Наприклад: Акт про расову дискримінацію 1975, що змусив Австралію ратифікувати угоди ООН проти расової дискримінації. У серпні 1975 Вітлем надав рівні права корінному населенню Північної території. А вже наступного місяця Австралія надала незалежність Папуа Новій Гвінеї.

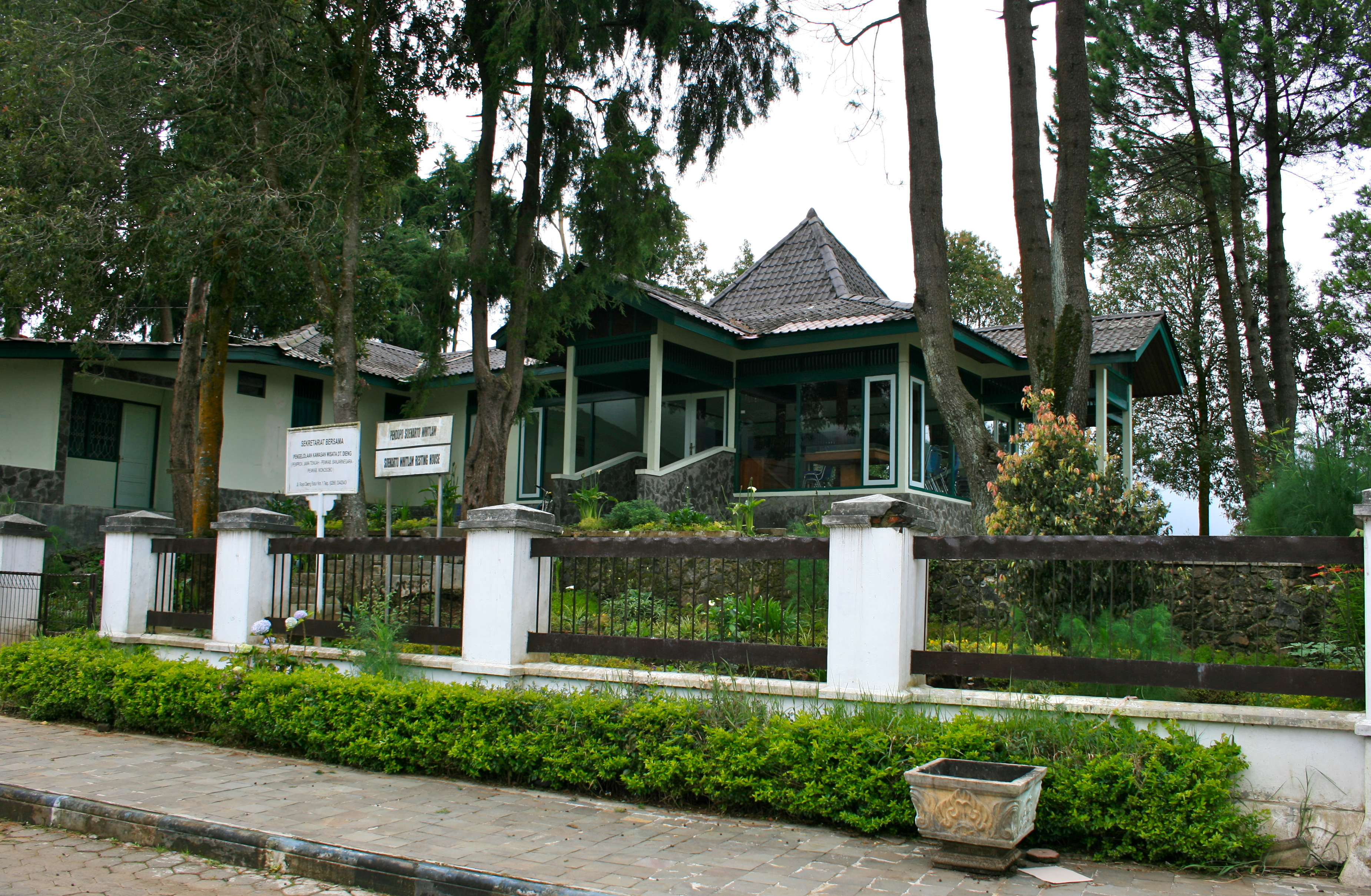
Вітлем з індонезійським президентом Сухарто у 1974

Після Революції Гвоздик Португалія розгорнула процес деколонізації й почала з Португальського Тимору (пізніше Східний Тимор). У вересні 1974 Вітлем зустрівся з індонезійським президентом Сухарто і заявив, що підтримує Індонезію у анексії Східного Тимору. В результаті індонезійські війська вторглися до Східного Тимору у грудні 1975.

### Конституційна криза
У жовтні 1975 опозиція на чолі з Фрейзером блокувала розгляд фінансових законопроєктів у Парламенті. Особливо зважаючи на той факт, що коаліція мала ефективну більшість у Сенаті. Опозиція вважала, що, якщо Вітлем не зможе досягти прийняття законопроєктів й не призначить нових виборів, Генерал-губернатор буде змушений звільнити його.

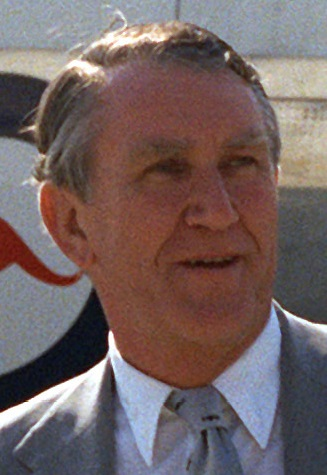
Малколм Фрейзер

Конфлікт спалахнув 10 жовтня, коли Високий суд Австралії оголосив чинним Акт, що надавав право кожній австралійські території право обирати двох сенаторів. Це дало лейбористам додатковий шанс на управління Сенатом, принаймні, до 1 липня 1976. 14 жовтня, Міністр праці Рекс Коннор був змушений піти у відставку, оскільки його було звинувачено у організації тіньових схем кредитування.
Генерал-губернатор Керр уважно слідкував за розвитком кризи. Під час сніданку з Вітлемом та деякими з його міністрів 30 жовтня Керр запропонував компроміс: якщо Фрейзер погодиться пропустити законопроєкт, Вітлем дасть згоду не призначати додаткові вибори до Сенату до травня або червня 1976. Вітлем відхилив ідею, прагнучи розпуску Сенату. 3 листопада Фрейзер запропонував провести вибори до Палати представників одночасно з додатковими виборами до Сенату у обмін на прийняття урядових законопроєктів. Проте Вітлем відхилив і цю пропозицію.
6 листопада Керр вирішив звільнити Вітлема з посту Прем'єр-міністра.
З метою розв'язання кризи Керр організував зустріч з лідерами партій, в тому числі й з Вітлемом та Фрейзером, 11 листопада, яка ні до чого не привела.
Того ж дня Палата представників оголосила Малколма Фрейзера Прем'єр-міністром.

## Дипломатична діяльність
Вітлем покинув Парламент 31 липня 1978 року. Після цього його було призначено послом до ЮНЕСКО, що мала штаб-квартиру у Парижі. Він служив на цьому посту упродовж трьох років, захищаючи Організацію від звинувачень у корупції.
1987 Вітлема було призначено головою Національної галереї Австралії. 1995 Гоф та Маргарет Вітлеми входили до складу делегації у Міжнародному олімпійському комітеті, що боролась за надання Сіднею права на проведення літніх Олімпійських ігор 2000 року.
Вітлем так ніколи і не знайшов спільної мови з Генерал-губернатором Керром аж до самої смерті останнього. Однак він відсунув у бік непорозуміння з Фрейзером, і вони об'єднались під час кампанії на підтримку референдуму 1999, який зробив би Австралію республікою. У березні 2010 Фрейзер відвідав Вітлема у Сіднеї та презентував йому книжку зі своїми мемуарами. Вітлем у відповідь подарував Фрейзеру свою автобіографічну книжку, випущену ще 1978 року.

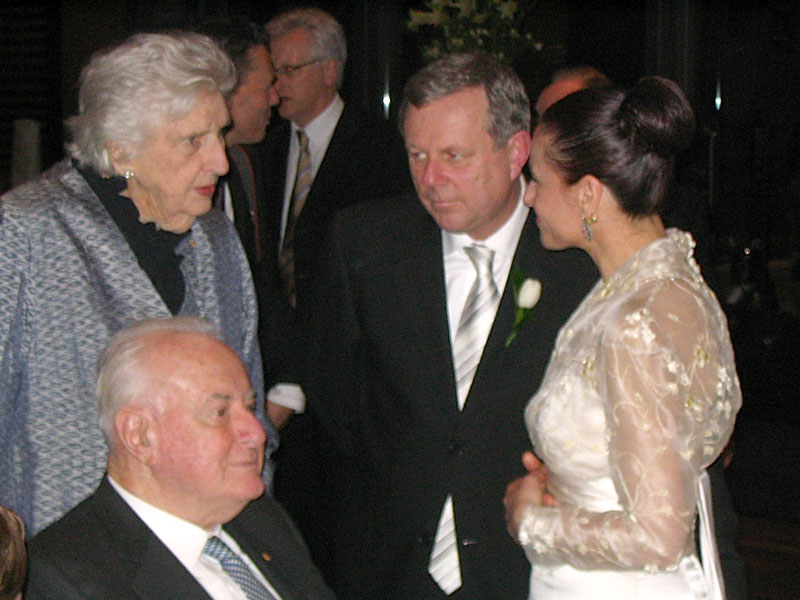
Подружжя Вітлемів у 2006 році

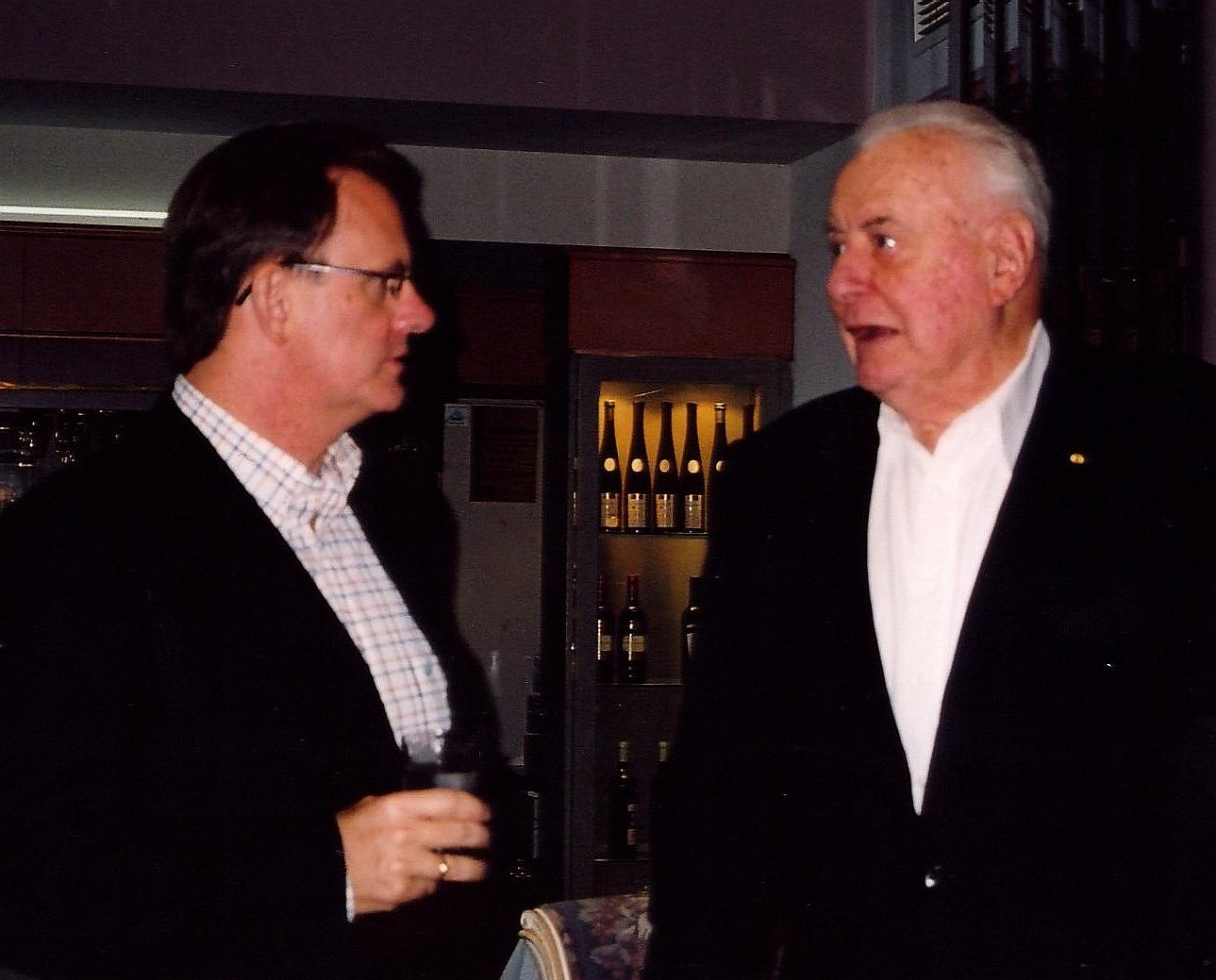
Вітлем разом з лідером Лейбористської партії Марком Летхемом у вересні 2004